# Le Vicomte de Bragelonne
Le Vicomte de Bragelonne est un roman français, faisant suite aux Trois Mousquetaires et Vingt Ans après et constituant le dernier volet de la trilogie des Mousquetaires. Il fut publié de 1847 à 1850 par Alexandre Dumas et la collaboration d'Auguste Maquet, d'abord dans le journal Le Siècle, sous le titre Les Mousquetaires, trilogie, indiquant que « Le Siècle a commencé le 20 octobre la publication de la troisième et dernière partie, Le Vicomte de Bragelonne ».
Le roman dépeint la cour du jeune Louis XIV et propose une solution très romanesque au mystère de l'homme au masque de fer. Bien que n'occupant qu'une partie du roman, ce dernier épisode en est le plus connu, et a donné lieu à la plupart des adaptations tirées du livre. Le personnage qui donne son titre au roman est Raoul de Bragelonne, fils naturel du mousquetaire Athos.
La parution du roman en feuilleton fut plusieurs fois interrompue, du fait de la révolution de 1848, de la ruine de Dumas ainsi que de sa candidature malheureuse aux élections législatives.
Une suite à ce roman était initialement prévue. Elle portait le nom d'un fils de Louis XIV et de Louise de La Vallière, Le Comte de Vermandois ; elle ne verra jamais le jour,.

## Résumé
L'action se déroule entre 1660 et 1666 alors que d'Artagnan et Athos participent chacun à leur façon à la restauration de Charles II au trône d'Angleterre. L'année suivante commence en France le règne personnel de Louis XIV, qui engage d'Artagnan dans sa lutte contre le surintendant Fouquet.

### La Restauration anglaise
| |  |  |
| Portraits de Charles II d'Angleterre et George Monck. L'héritier du souverain déchu et le général victorieux se réconcilient sous l'égide d'Athos et de d'Artagnan, artisans français de la Restauration Stuart. |  |  |

Tandis qu'à Paris, le cardinal Mazarin est sur sa fin, le prétendant au trône de Grande-Bretagne Charles II, accompagné par le valet Parry, est venu en France pour demander à son cousin Louis XIV de l'argent ou deux cent gentilshommes pour lui permettre de reprendre son trône. Louis répond qu'il n'est pas réellement roi mais qu'il fera pour lui ce qu'il n'a jamais fait pour lui même, demander. Néanmoins, son ministre Mazarin le contraint à refuser l'aide promise. Le lendemain, Louis laisse Marie Mancini quitter la France. D'Artagnan, toujours lieutenant et témoin de la scène, présente sa démission au roi, qu'il trouve trop faible face au ministre. L'ex-mousquetaire, après avoir cherché vainement ses anciens compagnons, se rend ensuite chez Planchet, devenu épicier important de la rue des Lombards, et lui propose de financer la restauration de Charles, en l'envoyant lui et quelques hommes enlever le seul homme placé sur la route du prétendant, le général Monck.
Pendant ce temps, Charles, ayant rencontré par hasard Grimaud, grâce à Parry, rend visite au comte de La Fère. Celui-ci lui apporte son soutien et son aide : il sait, par le secret que Charles Ier lui a confié sur l'échafaud, qu'une fortune appartenant aux Stuarts est cachée justement là où Monck, alors en guerre contre Lambert, se trouve. Il propose au prince d'aller à Newcastle lui chercher ce trésor. Athos et d'Artagnan partent donc tous les deux en Angleterre, et convergent vers le même endroit en ignorant tout des intentions l'un de l'autre. Au camp de Monck, celui-ci rencontre Athos, qui ne lui cache aucune de ses intentions. Monck l'autorise tout de même à emporter l'argent, car il pense que celui-ci ne suffira pas à Charles pour reconquérir son trône. D'Artagnan, déguisé en pêcheur, alors qu'Athos attend le retour de Monck pour s'en aller, enlève le général et le conduit aux Pays-Bas, là où Charles s'est établi. Le prince, magnanime, décide de laisser Monck retourner en Angleterre accompagné par D'Artagnan. Ramenés à Newcastle, Monck et d'Artagnan arrivent à temps pour sauver la vie d'Athos, alors assiégé dans une auberge par l'armée du général disparu qui l'accuse de son enlèvement.
Après la désertion jour après jour de l'armée de Lambert, Monck rentre à Londres et annonce sa volonté de marcher au devant de Charles, après lui avoir renvoyé Athos et avoir pacifié l'Angleterre. Le roi restauré, Monck, Athos et d'Artagnan récompensés (Monck devient Duc D'Albermarle, Athos reçoit la Toison d'Or et D'Artagnan reçoit 300 000 livres), les Français s'apprêtent à repartir en France. 
Charles II, avant que d'Artagnan ne parte, lui fait présenter le duc de Buckingham (fils du précédent duc, que d'Artagnan a tenté de sauver), et surtout la sœur du roi, Henriette, dont Buckingham est amoureux. Le roi de Grande-Bretagne envoie également Athos proposer au roi de France la main de sa sœur pour Monsieur, le frère du roi.

### La Bretagne
| |  |  |
| À gauche, Porthos devant les plans de fortification de la citadelle de Belle-Île-en-Mer. À droite, Aramis, évêque de Vannes. Gravures d'Antoine-Alphée Piaud d'après des illustrations d'Henri Félix Emmanuel Philippoteaux, 1852. |  |  |

Alors que d'Artagnan va chez Planchet pour lui expliquer comment il a ramené le quintuple de ce que son ancien valet lui avait confié, Athos va donc à la cour pour proposer l'alliance franco-britannique, alliance rapidement acceptée par la famille royale. 
Mazarin meurt peu après, mais avant de mourir fait une donation refusée par le roi de 42 millions de livres. Puisque le roi refuse cet héritage, il fait alors deux présents à Louis XIV : un conseil et un homme. Le conseil est de ne jamais avoir de premier ministre ; l'homme, c'est Colbert, son secrétaire. Colbert est rapidement nommé intendant des finances, dans la forme subordonné au surintendant Nicolas Fouquet, mais dans les faits prenant lui-même ses décisions, et informant le roi de toutes les coupables malversations de son supérieur et annonce au roi l'existence de 13 millions de livres que Mazarin n'a pas porté sur son testament et qui lui revienne.
Louis XIV accueille à nouveau d'Artagnan, après avoir été informé de son rôle dans la restauration de Charles II. Il ordonne à ce dernier de revenir à son service, en tant que capitaine des mousquetaires ; néanmoins il n'obtiendra ce poste qu'après avoir effectué une mission en Bretagne : aller inspecter les fortifications de Belle-Île-en-mer, appartenant au surintendant, et l'état des préparatifs des vassaux de celui-ci. À Belle-Île, en pleine réfection des fortifications, il s'aperçoit avec surprise que l'architecte n'est autre que Porthos, qui suit en fait les directives d'Aramis. Celui-ci, évêque de Vannes, reçoit avec plaisir d'Artagnan, mais il a tôt fait de comprendre pour quelle raison d'Artagnan est venu. Il envoie rapidement Porthos à Paris, puis le rejoint dans la nuit chez Fouquet. Au matin, d'Artagnan part également pour rendre compte de sa mission, mais Fouquet l'a devancé chez le roi, et celui-ci lui apprend que le surintendant a offert au roi la place de Belle-Île, dont il vient de refaire les fortifications.
Toutefois, Colbert commence à préparer la chute du surintendant. Celui-ci étant, de par sa charge, intouchable, il conseille au roi de ruiner le surintendant, en lui demandant tout d'abord de l'argent pour le mariage du duc d'Orléans avec Henriette d'Angleterre.

### La Cour de France

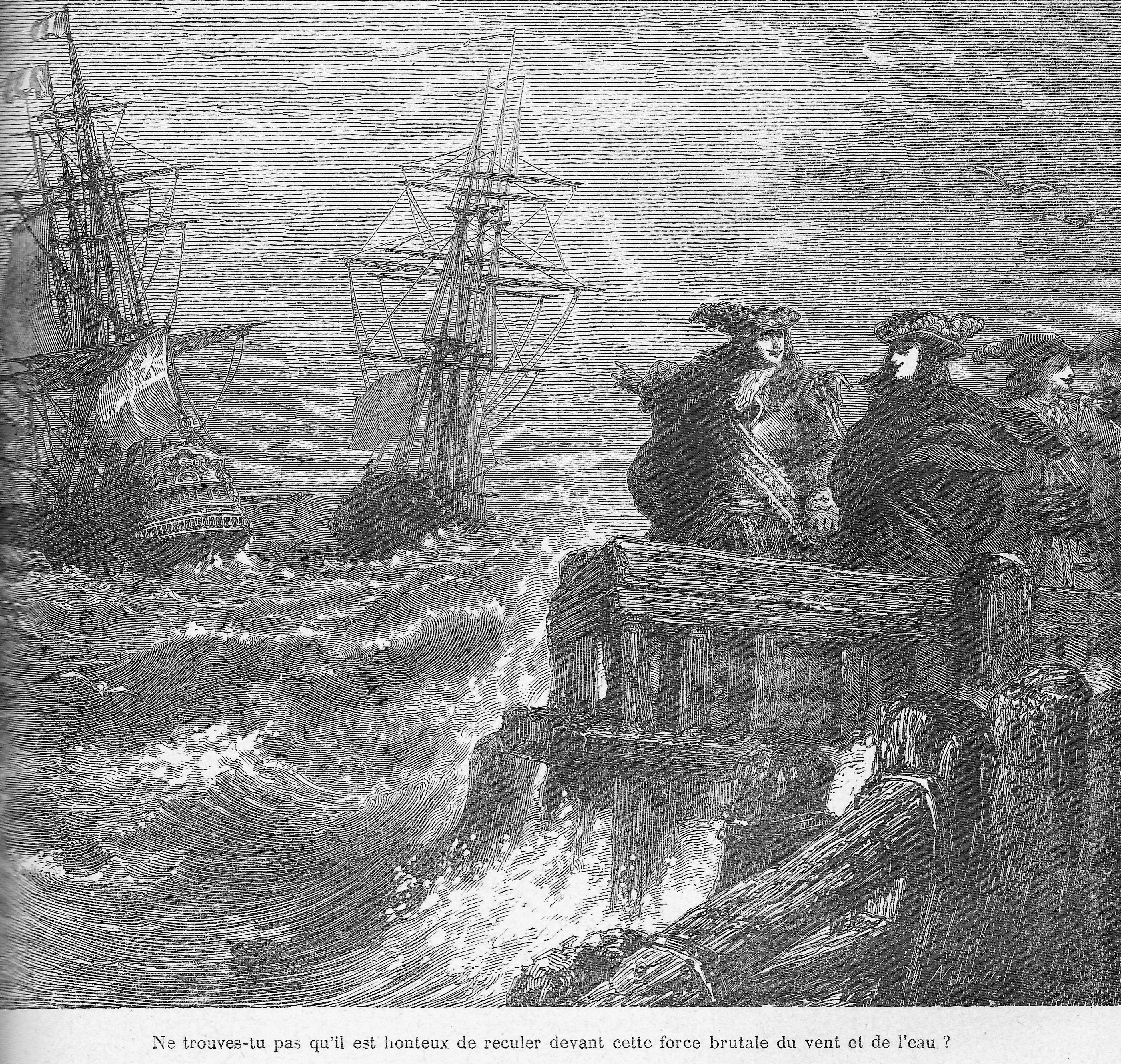
Au Havre, le comte de Guiche et le vicomte de Bragelonne s'apprêtent à braver la mer déchaînée pour rejoindre le navire transportant Henriette d'Angleterre.
Gravure d'Alphonse de Neuville.

La Cour se déplace pour accueillir la fiancée de Monsieur au Havre. Durant ce temps, sa maison est constituée. De nombreuses jeunes filles sont choisies pour devenir ses dames de compagnie, et parmi elles, Louise de La Vallière, fiancée de Raoul de Bragelonne grâce à l'intermédiaire de Malicorne, amant d'Aure de Montalais, l'ami de Louise. Celui-ci souhaite se marier, par amour et pour protéger l'honneur et la réputation de Louise à la cour, et, bien qu'il ne soit pas convaincu de la constance des sentiments de La Vallière et espérant un plus grand nom pour son fils et pupille, Athos consent à demander au roi l'autorisation du mariage. Louis, mis au courant des réticences d'Athos et de leurs raisons, préfère repousser le moment de sa décision.
La future Madame, grande coquette, a déjà séduit le duc de Buckingham, puis le comte de Guiche. Raoul, apprécié par l'un, et ami de l'autre, peine à les maintenir pacifiques, jusqu'à ce que le rembarquement de Buckingham pour l'Angleterre n'arrange la suite. Monsieur, qui était jaloux du compagnon anglais de sa femme, sera bientôt jaloux de de Guiche, jalousie attisée avec art par le chevalier de Lorraine, son compagnon. La jalousie de son frère pousse Louis XIV à jouer les médiateurs, et celui-ci exile de Guiche. Mais Madame fait également tomber dans ses filets son beau-frère. Cette dernière inclination suscite encore plus de jalousie : la reine et Monsieur vont se plaindre à Anne d'Autriche. Pendant ce temps, Louis et Henriette, conscients de la surveillance dont ils sont l'objet, trouvent un stratagème pour continuer à se voir sans murmures : le roi doit paraître favoriser une des dames de compagnie de Madame. C'est La Vallière qui est choisie pour ce rôle, mais, bien qu'elle ne soit pas au courant de la duplicité de Louis, elle en est déjà tombée amoureuse lorsqu'elle l'a aperçu à Blois. 
Le roi surprend alors le secret de La Vallière qu'elle confie à Aure de Montalais et à Athénais de Tonnay-Charente près du Chêne royal à Fontainebleau. Sans savoir qui a déclaré son amour pour lui d'une manière aussi pure, Louis est charmé par cette déclaration.
Lorsqu'il découvre qui est dernière cette déclaration, son affection affectée devient de plus en plus réelle ; aidé par son favori Saint-Aignan, il met à bas rapidement le peu de défenses de Louise.
De Wardes, fils de l'ancien amant de Milady, est lui aussi un semeur de troubles. Insultant d'Artagnan, il est rapidement mis au pas par ce dernier, mais de Wardes ne s'est pas fait de Bragelonne, de de Guiche et de Buckingham des amis. Blessé dans un duel avec Buckingham, il revient en France et croise à Boulogne Raoul, qui est envoyé en mission par le roi afin de l'éloigner. De Wardes, peu au courant des nouvelles, cherche querelle à Raoul en le brocardant sur la fidélité de sa fiancée. Raoul en mission ne peut s'engager dans un duel, et demande à de Guiche de prendre en charge son honneur. De Guiche, toujours amoureux de Madame, et qui revient d'exil, peut défendre l'honneur de La Vallière officiellement (officieusement il défend l'honneur de Madame), avec l'assentiment du reste des gentilshommes, peu soucieux de faire un affront au roi. De Wardes et de Guiche se battent donc en duel, et de Guiche est blessé : blessure qui lui permet d'atteindre le cœur de Madame.

### Fouquet

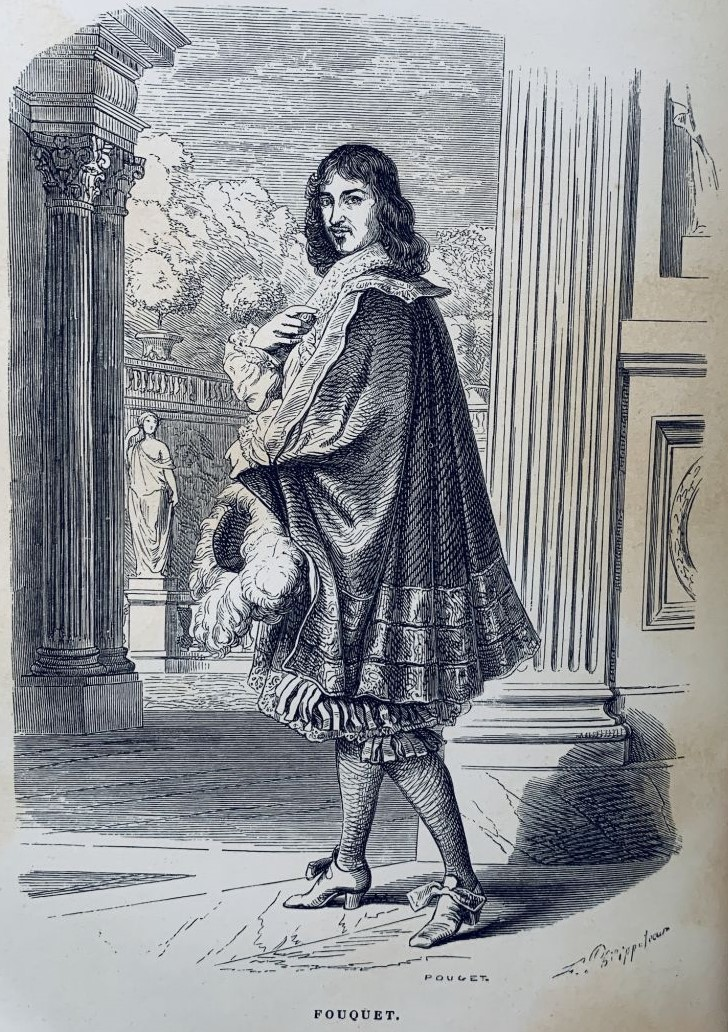
Nicolas Fouquet, Surintendant des Finances.
Gravure de Jean-Achille Pouget d'après une illustration d'Henri Félix Emmanuel Philippoteaux, 1852.

Les nombreuses fêtes que donne le roi ruinent peu à peu Fouquet, obligé d'emprunter de plus en plus. Il a pour lui de nombreux amis, notamment la marquise de Bellière, qui s'offre à lui, ainsi que sa fortune. Aramis, appui de Fouquet, accède alors au titre de général des Jésuites, grâce à un secret qu'il a découvert il y a longtemps : Louis XIV a un frère jumeau, enfermé à la Bastille. Par son ordre, l'évêque de Vannes peut également contrôler Baisemeaux, le gouverneur de la Bastille.
D'Artagnan, toujours inquiet des manœuvres d'Aramis, fait présenter à la cour Porthos, comme maître d'œuvre de Belle-Île, tandis que Fouquet présente Aramis en tant qu'architecte. La rencontre des trois amis fait comprendre à Aramis que d'Artagnan est acquis à la cause du roi, et qu'il flaire un danger : il faut hâter l'action qu'il a en tête.
Alerté par un courrier qu'il reçoit de de Guiche, Raoul rentre précipitamment en France, mais La Vallière a déjà cédé au roi, et celui-ci est déjà passé outre aux objurgations de sa femme, de sa mère et de sa belle-sœur. Louise de La Vallière est désormais la favorite royale, même si sa probité est parfois un obstacle aux volontés de son amant. Athos, prévenu, rappelle au roi sa parole de prendre une décision sur l'avenir de Raoul et de Louise. Le roi, estimant que le comte de La Fère l'insulte, le fait arrêter par d'Artagnan. Après l'avoir conduit à la Bastille, et y avoir rencontré à nouveau Aramis, le capitaine des mousquetaires revient faire la leçon au roi, et obtient la grâce de son ami. Sur le chemin du retour, leur carrosse est attaqué par Porthos et Raoul, qui croient délivrer Athos ; celui-ci décide de rentrer sur ses terres, Raoul l'accompagne.

### Vaux-le-Vicomte

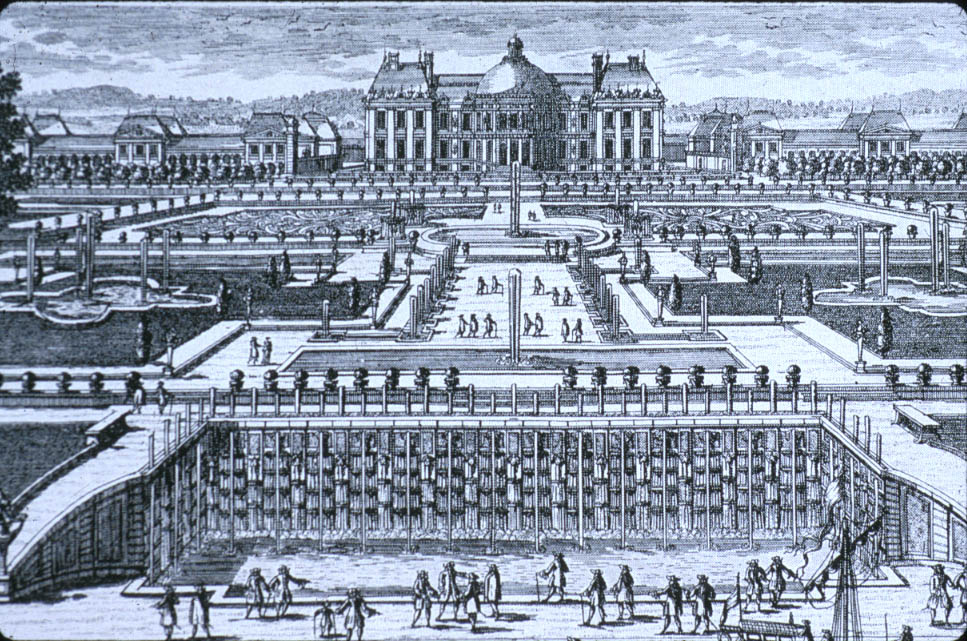
Château de Vaux-le-Vicomte.

Les nobles se préparent à une réception resplendissante, à Vaux-le-Vicomte, au château de Fouquet. Celui-ci n'a pu refuser au roi que la Cour s'invite chez lui, au grand désespoir de ses finances, mais à la grande satisfaction d'Aramis. À Vaux, d'Artagnan le prend à part pour qu'il lui avoue son projet ; Aramis, bien qu'il sache que d'Artagnan ne sera pas dupe, nie toute intention cachée, et d'Artagnan déplore ce manque de confiance d'un si vieil ami. Aramis lui jure alors de ne pas toucher « au fils d'Anne d'Autriche », ce qui finit par convaincre le mousquetaire.
En réalité, Aramis a amené à Vaux Philippe, le frère jumeau de Louis. Il l'a éduqué petit à petit dans sa cellule de la Bastille, et prépare la substitution en faisant observer le roi par son sosie. Chez Fouquet, Louis XIV, reçu magnifiquement, tend à pardonner à son surintendant, mais Colbert veille, et lui fait remettre une lettre de Mazarin dans laquelle celui-ci s'étonne de la disparition de treize millions dans les comptes de l'État. L'intendant insiste sur la différence entre les fêtes de Fontainebleau, superbes, données dans la résidence royale, et celles de Vaux, bien plus somptueuses, données par Fouquet. Louis semble céder, mais Louise de La Vallière, qu'il informe de son projet d'arrestation, s'y oppose farouchement : pour elle, Fouquet doit être sacré pour le roi, puisqu'il est son hôte. Colbert utilise sa dernière carte : un billet qu'autrefois Fouquet avait fait passer à La Vallière, mais qui a été intercepté par son ennemi. Louis se reprend, puis cède à nouveau devant d'Artagnan, qui reprend les mêmes arguments que sa favorite, sans pour autant refuser l'ordre. Le roi lui dit alors de garder Fouquet sous surveillance jusqu'au matin, où il prendra sa décision.
C'est alors qu'Aramis opère la substitution. Grâce à l'aide herculéenne de Porthos, qui croit avoir affaire à un imposteur, il fait prisonnier Louis dans la nuit, puis le transfère à la Bastille et place dans son lit Philippe. Le lendemain, celui-ci fait passer à d'Artagnan l'ordre de relâcher Fouquet, Mais Aramis avait compté sur l'appui du surintendant, qui est horrifié lorsqu'il apprend le crime. Il se rue aussitôt à la Bastille, libère le royal prisonnier et rassemble des troupes pour mater la rébellion. Pendant ce temps, Aramis et Porthos se ruent vers Belle-Île, s'attendant à un siège en bonne et due forme. À Vaux, lorsque Louis surgit dans le salon où se trouve Philippe, d'Artagnan arrête l'imposteur. Le roi lui ordonne ensuite de couvrir son visage d'un masque de fer, et de le conduire à la prison de Sainte-Marguerite.

### Sainte-Marguerite

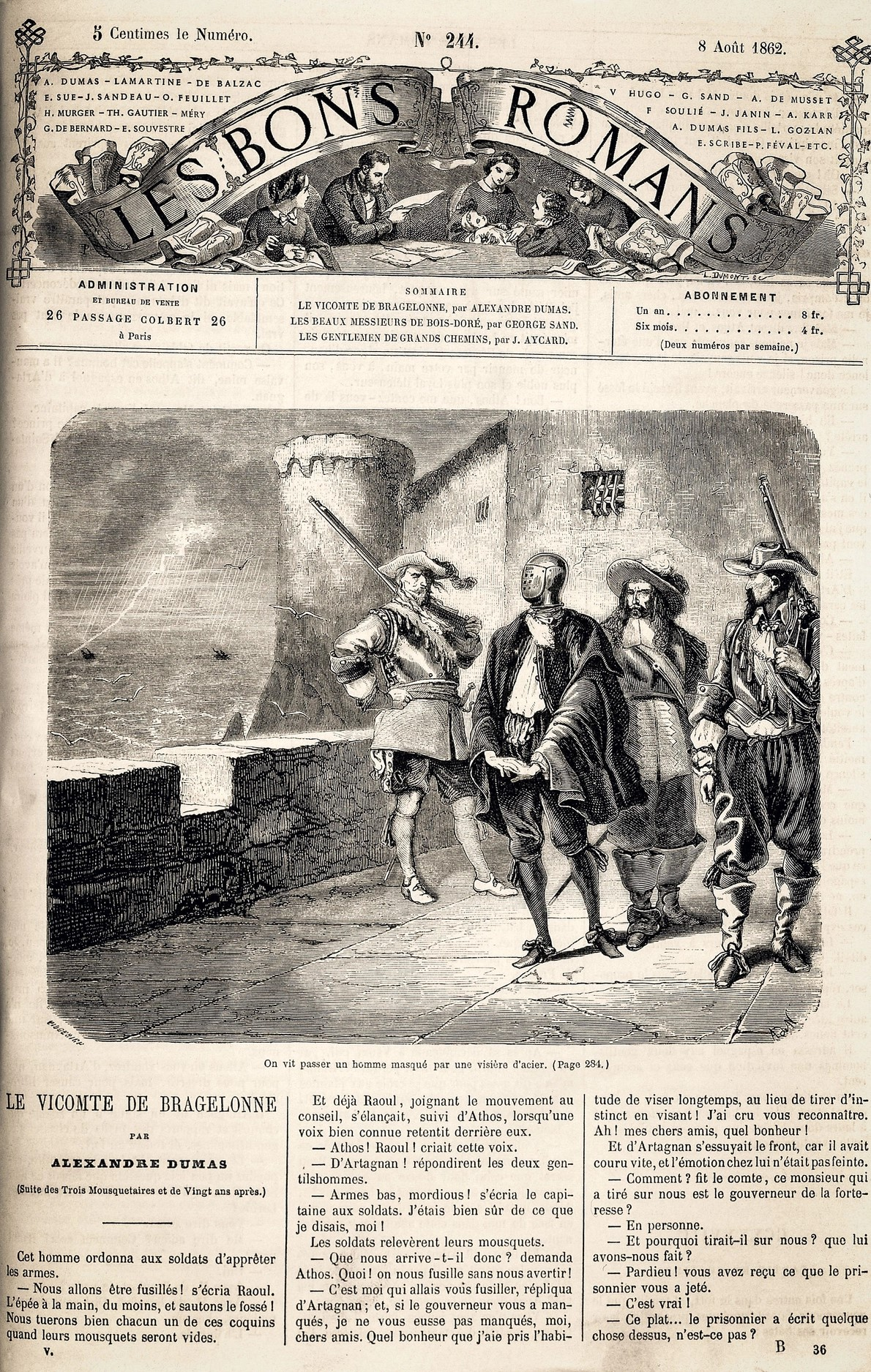
Le Masque de fer sur les remparts de la forteresse de l'île Sainte-Marguerite.
Illustration du journal Les Bons romans, 8 août 1862.

Raoul et Athos sont sur la route vers Antibes. Le vicomte souhaite s'éloigner de France et de Louise, et a accepté d'accompagner le duc de Beaufort dans une expédition vers Alger. À Blois, ils ont reçu Aramis et Porthos ; l'évêque leur explique leur fuite, tandis que Porthos croit être en mission, avec pour récompense un duché. À Antibes, ils entendent parler de d'Artagnan, et se dirigent vers l'île Sainte-Marguerite pour avoir de ses nouvelles.
Sur l'île, le prisonnier au masque de fer leur envoie un plat d'argent, avec son histoire gravée : il s'en faut de peu pour que le gouverneur Saint-Mars ne les fasse fusiller sur place. Mais d'Artagnan les a reconnus et les fait passer pour deux Espagnols ne sachant pas lire le français. Puis le mousquetaire est rappelé par le roi ; Athos accompagne Raoul à son embarquement, puis rentre après lui avoir laissé Grimaud pour l'accompagner.

### Belle-Île

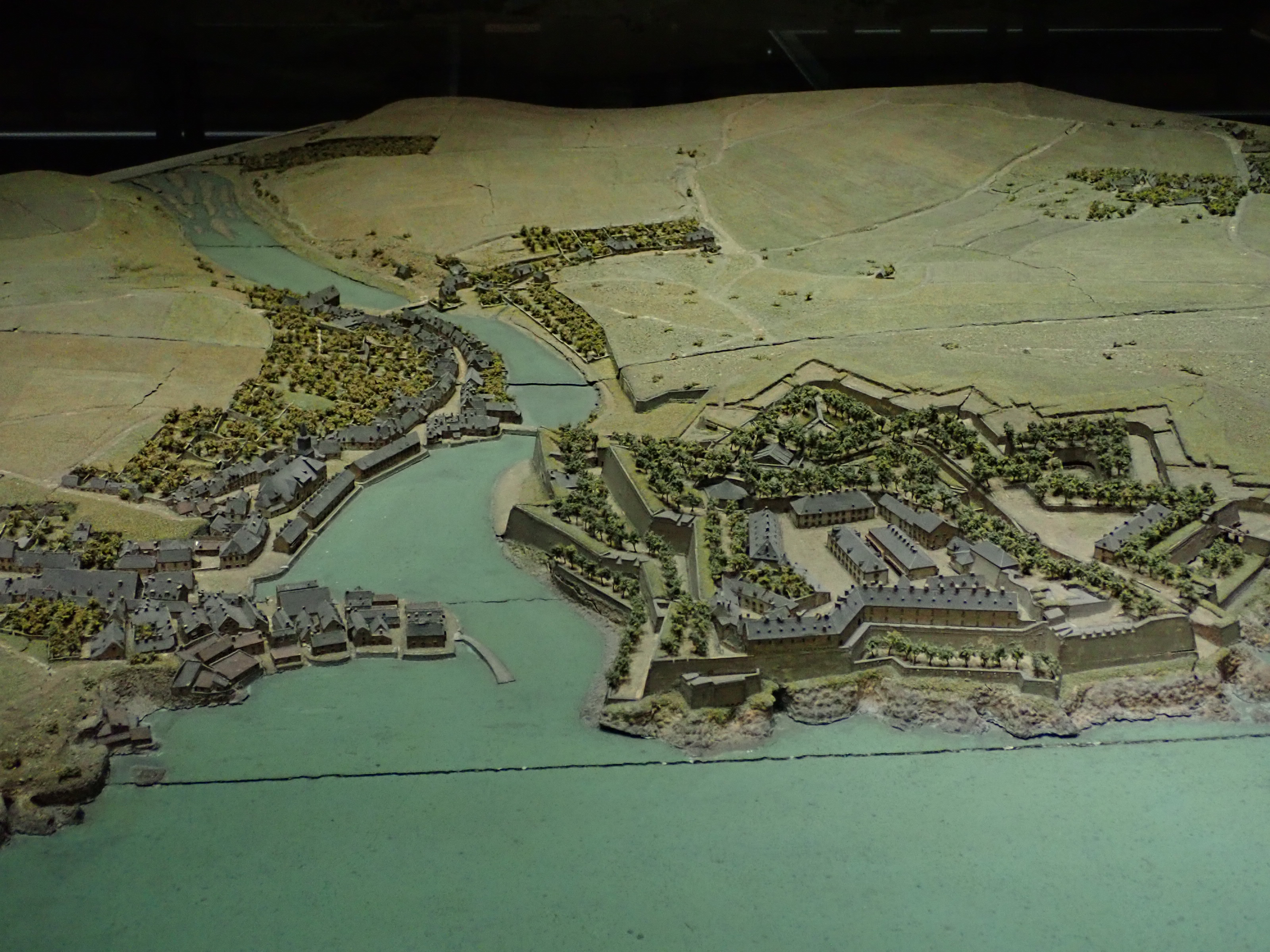
Plan-relief de la citadelle de Belle-Île-en-Mer, 1704, Paris, musée des Plans-reliefs.

Au retour de d'Artagnan, le roi lui demande de s'apprêter à partir pour Nantes ; il doit également préparer l'arrestation là-bas de Fouquet et de ses amis. L'arrestation effectuée, et Fouquet envoyé à la Bastille, Louis fait de Colbert son ministre des finances, poste qu'il briguait depuis longtemps et qui doit lui permettre de donner son plein potentiel au service du royaume. Quant à d'Artagnan, il est chargé de prendre la place de Belle-Île par la force.
Dans la forteresse, alors que la flotte royale est en vue, Aramis finit par avouer à Porthos l'échec de ses projets concernant le roi, et la vérité sur leur situation de proscrits, coupables de crime de lèse-majesté. Porthos lui pardonne bien volontiers. Pendant ce temps, d'Artagnan tente d'établir une communication avec ses amis, et de les sortir de leur mauvais pas. Mais bien qu'il ait pu les revoir une dernière fois, des ordres prédéfinis du roi le contraignent à présenter sa démission de la tête de l'armée, et à se constituer prisonnier. Lorsqu'il part pour Nantes, le feu est ouvert sur Belle-Île.
À Nantes, le mousquetaire s'efforce d'obtenir le pardon royal, tandis qu'Aramis et Porthos cherchent à sortir de leur impasse. Ils se cachent dans la grotte de Locmaria, après avoir demandé à leurs troupes de se rendre. Découverts, ils tentent de se défendre, avant de fuir grâce à une barque. Mais au moment de partir, Porthos, qui doit faire ébouler la caverne derrière eux, a une faiblesse dans les jambes. La grotte s'effondre sur lui, le tuant.
La barque d'Aramis est arraisonnée par une galère, que grâce à son grade de général des Jésuites il parvient à détourner en direction de l'Espagne. D'Artagnan a obtenu le pardon royal, mais bien trop tard pour sauver Porthos, ce que prévoyait de toute façon le roi. Celui-ci considère que l'affront est lavé, et ne poursuivra plus Aramis. D'Artagnan reconnaît qu'il a trouvé son maître, et s'incline devant le monarque. Louis lui donne congé pour qu'il mette en ordre les affaires de Porthos. À Pierrefonds, Mousqueton rend son dernier souffle sur les habits de son maître, devant d'Artagnan. Au même moment, Athos reçoit d'Aramis une lettre l'informant de la mort de leur ami ; Athos n'est pas surpris car Raoul la lui a annoncée en rêve. Peu après, un autre rêve lui montre la mort de son fils ; à son réveil Grimaud la lui apprend. Athos trépasse dans la minute, peu avant l'arrivée de d'Artagnan à son chevet. Grimaud lui raconte comment Raoul, bien que grièvement blessé et interdit de tout mouvement, avait trouvé le moyen de tomber de son lit, et ainsi en était mort.

### Fin
D'Artagnan suit l'enterrement de Raoul (revenu embaumé) et d'Athos, tout comme le fait Louise de La Vallière, qui a appris il y a peu la mort de son ancien fiancé. Elle prédit à d'Artagnan que sous peu elle devra subir les mêmes tourments que ceux qu'elle a infligés en écoutant son cœur.
Quatre ans après, d'Artagnan, devenu comte, est de retour de Pignerol, où est enfermé Fouquet ; il revient à la Cour un mois après la mort de la reine-mère. Il voit que dans la chasse que Louis a organisée à Blois, l'attention du roi est retenue par une nouvelle favorite, mademoiselle de Tonnay-Charente, devenue Madame de Montespan, alors que son ancienne conquête mademoiselle de La Vallière est reléguée dans un second carrosse. Aramis fait alors irruption ; devenu duc espagnol et ambassadeur, il dîne tout comme d'Artagnan à la table du roi. Le hasard de la chasse les amène sur la tombe d'Athos et de Raoul, où Louis reçoit en présent de Madame de Montespan, un bouquet de violettes qu'elle a cueillies sur la tombe de Raoul.
Louis prépare une alliance avec Charles II contre les Provinces-Unies. Pour ce faire, il lui enverra sa sœur Henriette et une « séductrice plénipotentiaire ». En échange de son aide, Madame doit voir Guiche revenir d'exil, tandis que le chevalier de Lorraine prendra le chemin inverse. Aramis assure Colbert de la neutralité espagnole dans l'entreprise ; d'Artagnan considère que cette neutralité ne durera que tant que le roi de France sera le plus fort, et qu'il faut une puissante armée de terre, afin de combler les lacunes de la marine, point faible des Français. Colbert promet la relève de la marine, qu'il prépare depuis des mois pour la mettre en œuvre le printemps suivant. Il promet également de faire d'Artagnan maréchal de France, dès lors que celui-ci aura commandé en chef contre les Hollandais.

À la tête d'une armée de douze mille hommes, d'Artagnan part combattre en Hollande. Il prend douze places ; le roi lui fait envoyer son bâton de maréchal durant le siège de la treizième. Mais un boulet le blesse grièvement ; il a juste le temps de saisir le bâton, puis de prononcer un dernier au revoir à ses compagnons : 
Athos, Porthos, au revoir ! – Aramis, à jamais adieu !

## Commentaire
Dans Le Vicomte de Bragelonne, les héros des deux premiers livres ont beaucoup vieilli. D'Artagnan, devenu capitaine des mousquetaires, le plus jeune des quatre, a désormais cinquante ans. Porthos, lui, est baron depuis le précédent volume. Aramis est de plus en plus puissant : il est évêque de Vannes, puis général des jésuites.
Le ton de ce troisième roman est mélancolique : on sent venir la fin. Trahisons, désillusions et intrigues font partie intégrante d'une société dont la valeur fondamentale n'est plus l'honneur et qui n'est plus que l'ombre de celle qui l'a précédée.
Raoul, le vicomte de Bragelonne, le fils d'Athos, meurt à la guerre en se portant à la charge lors d'un combat. Il s'agit presque d'un suicide dû à la peine qu'aurait causée la trahison de sa fiancée, Louise de La Vallière, devenue la maîtresse du roi. La nouvelle de sa mort entraîne son père Athos dans la tombe. Porthos, le géant, faisant confiance à Aramis, rejoint la rébellion contre le roi et meurt écrasé sous d'énormes blocs de roc lors de l'assaut des forces du roi à Belle-Île-en-Mer. D'Artagnan meurt au combat en Hollande, au moment de recevoir son bâton de maréchal de France quelques années après eux. Aramis reste seul : le plus ambigu des mousquetaires est le seul à savoir s'adapter au monde d'intrigues dans lequel il est passé maître. En effet, le roman dépeint le déclin de la noblesse d'épée, représentée par les mousquetaires, et l'avènement d'une noblesse de cour que le jeune Louis XIV entend contrôler. On ne gagnera plus désormais l'attention du souverain par des exploits armés, mais par l'intrigue et la flatterie. Les dernières paroles de D'Artagnan sont : « Athos, Porthos, au revoir. - Aramis, à jamais adieu ! » Aramis étant le seul survivant du quatuor, Dumas conclut par cette phrase : « Des quatre vaillants hommes dont nous avons raconté l'histoire, il ne restait plus qu'un seul corps : Dieu avait repris les âmes. »

## Les personnages

### Le triangle amoureux
|                                     |  |  |
| Louis XIV et Louise de La Vallière. |  |  |

- Raoul de Bragelonne : « c’était un jeune homme de vingt-quatre à vingt-cinq ans, grand, élancé, portant avec grâce sur ses épaules le charmant costume militaire de l’époque. […] D’une de ses mains fines et nerveuses il arrêta son cheval au milieu de la cour, et de l’autre souleva le chapeau à longues plumes qui ombrageait sa physionomie grave et naïve à la fois ». Bragelonne est l'enfant naturel du comte de La Fère, Athos, et de la duchesse de Chevreuse. Au début du roman, il est au service du Grand Condé et vient à Blois solliciter l'hospitalité de Gaston d'Orléans pour le roi et sa suite qui font route vers la frontière espagnole où les attend Marie-Thérèse d'Autriche, fiancée de Louis XIV. Bien que donnant son nom au roman, Raoul de Bragelonne n'en est que l'un des nombreux protagonistes, étant finalement moins présent que Louis XIV, d'Artagnan ou Fouquet. Le personnage de Raoul est lointainement inspiré de Nicolas de Bragelonne, cousin de Louise de la Vallière et amoureux de cette dernière, qui mourut de chagrin en apprenant sa liaison avec le Roi[3].
- Louise de La Vallière : « cette belle jeune fille blonde, aux prunelles bleues, aux blanches épaules », est la fille de M. de Saint Rémy, l'intendant du duc d'Orléans. Amoureuse de Raoul, un ami d'enfance, elle l'oublie dès qu'elle croise le roi. Toutefois, elle a alors soin de prévenir le jeune homme qu'elle ne partage plus les sentiments qu'il éprouve pour elle. Elle peut alors vouer au roi un amour unique et absolu. Raoul, élevé par le comte de la Fère dans le respect de valeurs qui paraissent désormais surannées comme la loyauté et la fidélité (il refuse de servir Condé lorsque celui-ci s'oppose au roi), en aura le cœur brisé. La Vallière est la véritable héroïne du roman, personnage féminin positif, au contraire de son amie, la Montalais[3].
- Louis XIV : « le roi était petit de taille, à peine avait-il cinq pieds deux pouces ; mais sa jeunesse faisait encore excuser ce défaut, racheté d’ailleurs par une grande noblesse de tous ses mouvements et par une certaine adresse dans tous les exercices du corps ». Le roman suit sa transformation, de jeune souverain timide et peu sûr de lui, en monarque absolu, et de roi capricieux, en grand politique. Louis XIV est un personnage ambigu : parfois juste, parfois cruel et impitoyable (comme en témoigne la conclusion de l'épisode du jumeau, ou l'ingratitude qu'il témoigne à Fouquet), le roi connaît une évolution importante, aidé en cela par les épreuves qu'il subit. Encore dominé par Mazarin au début du roman, Louis XIV apprend véritablement, après la mort de ce dernier, le métier de roi et les responsabilités qui l'accompagnent, pour s'affirmer à la fin comme un futur grand souverain. Dumas dépeint cependant avec une certaine amertume son égoïsme personnel, inhérent à sa charge. Bien que sensible, comme en témoignent ses amours pour Marie Mancini, puis Louise de la Vallière, Louis XIV est inconstant, et le roman s'achève alors que La Vallière est sur le point d'être supplantée par Madame de Montespan. Pour Jean-Yves Tadié, la prise de pouvoir par Louis XIV et son affirmation en tant que souverain sont le véritable sujet du roman[3].

### Les mousquetaires

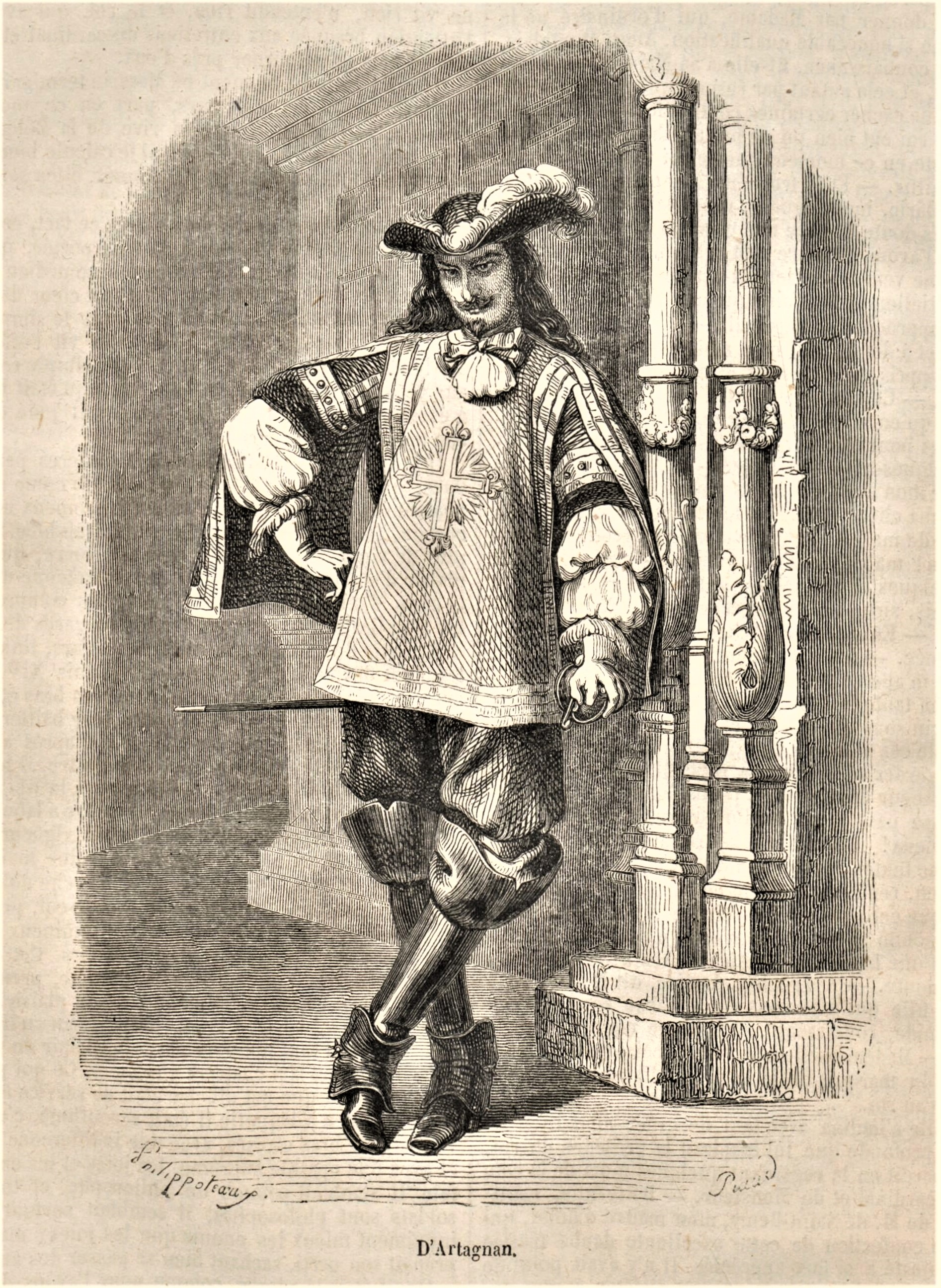
D'Artagnan, gravure de Piaud d'après une illustration de Philippoteaux, 1852.

- D'Artagnan : seul des quatre amis à être demeuré mousquetaire, d'Artagnan est à la tête des gardes du roi. Au début du roman, déçu par le manque d'autorité et d'assurance du jeune Louis XIV, il démissionne de sa charge. C'est en indépendant, avec l'aide financière de Planchet, qu'il mène l'opération qui va mener à la restauration de Charles II sur le trône d'Angleterre : D'Artagnan kidnappe Monck et le persuade de trouver un accord avec le souverain en exil. Rendu riche par la récompense accordée par Charles II, d'Artagnan s'ennuie, et accepte finalement de reprendre sa charge quand Louis XIV, désormais plus assuré dans ses fonctions, le rappelle auprès de lui. C'est lui que le roi envoie, comme dans l'histoire réelle, arrêter Nicolas Fouquet. Au terme du roman, il est chargé de la mission douloureuse d'arrêter Aramis et Porthos, et refuse finalement. Désirant à nouveau quitter sa fonction, il finit par être convaincu de la future grandeur de Louis XIV, et demeure au service du roi. Le D'Artagnan dumasien meurt en Hollande, non au siège de Maastricht en 1673 comme le veut l'Histoire, mais dans un endroit non-précisé, fin juin ou début juillet 1666, près de cinq ans après l'arrestation de Nicolas Fouquet (5 septembre 1661), les décès contemporains de Porthos et d'Athos, et quelques mois après la mort de la Reine-Mère, Anne d'Autriche (20 janvier 1666) seul personnage historique présent dans les trois œuvres de la saga ; ce juste au moment où il contraint les Hollandais à la capitulation de leur treizième place et reçoit le bâton de maréchal de France.
- Athos : désormais âgé, le Comte de la Fère n'apparaît qu'épisodiquement dans le roman. Il intervient de son côté pour aider à la restauration de Charles II d'Angleterre. Son fils Raoul de Bragelonne lui a apporté le bonheur ; il ne survit pas à l'annonce de la mort de ce dernier.
- Porthos : très enrichi, le Baron du Vallon de Bracieux de Pierrefonds vise le titre ducal. Apprécié de Louis XIV à qui le présente d'Artagnan, il est néanmoins perdu par les manigances dans lesquelles l'entraîne Aramis. Croyant naïvement lutter contre un usurpateur, Porthos participe à l'enlèvement de Louis XIV. Il est ensuite pourchassé par l'armée du roi et, après un combat homérique, meurt au terme de l'épisode de la grotte de Locmaria.
- Aramis : devenu évêque de Vannes, le chevalier d'Herblay découvre l'existence du frère jumeau de Louis XIV. La connaissance de ce secret lui permet d'accéder à la charge de Supérieur général de la Compagnie de Jésus après avoir discrètement empoisonné le précédent « pape noir ». Ce dernier, « déguisé sous le froc franciscain » et agonisant dans l'auberge du Beau Paon, désigne l'ancien mousquetaire comme son successeur. Dès lors, l'évêque de Vannes peut faire usage de ténébreux signes de reconnaissance qui démontrent son influence souterraine. La dissimulation propre au personnage d'Aramis se double ainsi de la duplicité que la légende noire prête aux Jésuites, selon un thème également exploité par la littérature populaire du temps (et notamment par Eugène Sue qui met en scène le sinistre Rodin dans Le Juif errant, roman publié en 1844-1845, soit peu de temps avant Le Vicomte de Bragelonne)[5],[6]. Ami de Nicolas Fouquet, Aramis décide de lui venir en aide contre Louis XIV et Colbert. Autant pour sauver Fouquet que pour devenir le véritable maître occulte de la France, il organise, avec l'aide de Porthos, l'enlèvement de Louis XIV et son remplacement par son jumeau caché. Mais l'opération échoue quand Fouquet refuse d'y participer et délivre le roi de la Bastille. Aramis doit fuir et s'exile en Espagne, où il assume des fonctions de diplomate. Des années plus tard, il est pardonné par Louis XIV et peut revenir en France. Il survit aux trépas de Porthos, d'Athos et de D'Artagnan.

### Autres personnages

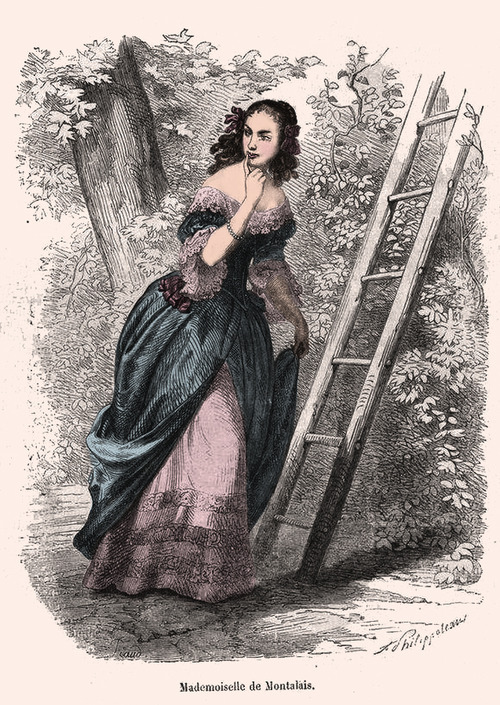
Aure de Montalais, fille d'honneur de Madame et amie d'enfance de Louise de La Vallière.
Illustration de Philippoteaux.

- Nicolas Fouquet : le surintendant des finances est dépeint avec sympathie par Dumas, qui défend la thèse de son innocence. Menacé par les manœuvres de Colbert, Fouquet se ruine en organisant des fêtes somptueuses pour plaire au roi. Il refuse le complot d'Aramis de remplacer le roi par son jumeau, et délivre le souverain de la Bastille. Mais Louis XIV, ingrat, en veut d'autant plus à Fouquet d'avoir été témoin de son humiliation; il fait arrêter le surintendant par d'Artagnan.
- Philippe : le frère jumeau de Louis XIV, qui ignore son existence. Il a été toute sa vie détenu au secret. Au début du roman, il est prisonnier à la Bastille, sous le nom de Marchiali. Dans la dernière partie, Aramis tente de le mettre sur le trône en séquestrant Louis XIV. Philippe est roi de France durant quelques heures, avant d'être démasqué par un Louis XIV délivré de sa prison. Il est à nouveau emprisonné et son visage couvert, sur ordre du Roi, par un masque d'acier. À noter qu'il porte le même prénom que le duc d'Orléans, autre frère de Louis XIV.
- Jean-Baptiste Colbert : représenté par Dumas comme un personnage antipathique, Colbert est l'ennemi de Fouquet, et ses manœuvres pour supplanter le surintendant des finances et assurer la perte de ce dernier occupent une partie du roman. La conclusion montre cependant, des années plus tard, un Colbert vieilli, changé et plus bienveillant, devenu un grand ministre. Le traitement de Colbert par Dumas est à l'image de l'ambiguïté du roman qui, au contraire des précédents ouvrages de la trilogie, ne présente pas de personnage de "méchant" intégralement mauvais.
- Aure de Montalais

## Réception
Dans un essai intitulé Art of Writing, Robert Louis Stevenson cite le roman de Dumas comme une des lectures qui l'ont profondément marqué : « Mon plus cher et meilleur ami en dehors de Shakespeare est sans doute d'Artagnan, le d'Artagnan vieillissant du Vicomte de Bragelonne. Je n'ai jamais rencontré d’âme plus humaine, et même, à sa façon, plus admirable ; je plaindrai sincèrement l'homme trop imbu de ses principes pour ne pas être capable d’apprendre du capitaine des mousquetaires ». Il a par ailleurs consacré un essai à ce roman : A Gossip on a Novel of Dumas's.

## Adaptations

### Théâtre
Alexandre Dumas lui-même a adapté son roman en 1861, dans une pièce intitulée Le Prisonnier de la Bastille, fin des mousquetaires, qui ne traite que de l'épisode du frère jumeau de Louis XIV. Raoul de Bragelonne est mentionné, mais n'apparaît pas sur scène.

### Cinéma
L'histoire de Raoul de Bragelonne a peu inspiré les metteurs en scène. En revanche l'épisode du masque de fer a donné lieu à de nombreuses adaptations, souvent très libres :
- 1909 : Masque de fer, Italie, de Piero Fosco ;
- 1922 : Der Mann mit der eisernen Maske, Allemagne, de Max Glab ;
- 1928 : L'Homme au masque de fer (The Man in the Iron Mask), court-métrage, Royaume-Uni, de George J. Banfield et Leslie Eveleigh ;
- 1929 : Le Masque de fer (The Iron Mask), États-Unis, d'Allan Dwan, avec Douglas Fairbanks dans le rôle de d'Artagnan ;
- 1939 : L'Homme au masque de fer, États-Unis, de James Whale, avec Louis Hayward dans le double rôle de Louis XIV et de son jumeau et Warren William dans le rôle de d'Artagnan ;
- 1952 : La Femme au masque de fer (The Lady in the Iron Mask), États-Unis, de Ralph Murphy ;
- 1954 : Le Vicomte de Bragelonne (Il Visconte di Bragelone), France/Italie, de Fernando Cerchio, avec Georges Marchal dans le rôle de Raoul de Bragelonne, Jacques Dumesnil dans le rôle de d'Artagnan et André Falcon dans celui de Louis XIV : l'une des rares adaptations du roman à être centrée sur l'histoire de Raoul. L'adaptation n'en demeure pas moins assez libre.
- 1954 : Le Masque de fer (Il prigioniero del re), Italie, de Richard Pottier et Giorgio Venturini. Adaptation sans le personnage de d'Artagnan.
- 1961 : La Vengeance du masque de fer (La vendetta della maschera di ferro), France/Italie, de Francesco De Feo ;
- 1962 : Le Masque de fer d'Henri Decoin, avec Jean Marais dans le rôle de d'Artagnan ;
- 1977 : L'Homme au masque de fer, États-Unis (TV), de Mike Newell, avec Richard Chamberlain dans le double rôle de Louis XIV et de son jumeau et Louis Jourdan dans celui de d'Artagnan ;
- 1979 : Le Cinquième Mousquetaire (The Fifth Musketeer), Autriche/Allemagne, de Ken Annakin, avec Cornel Wilde dans le rôle de d'Artagnan, Beau Bridges dans celui de Louis XIV, Ursula Andress dans le rôle de La Vallière, Olivia de Havilland dans celui d'Anne d'Autriche et Rex Harrison dans celui de Colbert ;
- 1998 : L'Homme au masque de fer, États-Unis, de Randall Wallace, avec Leonardo DiCaprio dans le double rôle de Louis XIV et de son jumeau, Gabriel Byrne (d'Artagnan), Gérard Depardieu (Porthos), John Malkovich (Athos), Jeremy Irons (Aramis), Anne Parillaud (Anne d'Autriche) et Peter Sarsgaard dans le rôle (secondaire) de Raoul.

### Télévision
- D'Artagnan (mini-série), réalisé par Claude Barma, 4e époque : Le Masque de Fer

### Littérature
- L'Homme au masque de fer, épisode de l'œuvre Le Vicomte de Bragelonne, collection « Ados », Pearson, Turin, 2008 (adaptation simplifiée destinée aux adolescents et jeunes adultes non francophones, avec CD audio et exercices) L'Homme au masque de fer

## Influence
Alexandre Dumas étant une figure emblématique des auteurs de fiction francophone, le héros éponyme du roman prête son nom aux éditions Bragelonne qui se consacrent à la littérature de l'imaginaire.